# Wood Point (Südgeorgien)
Der Wood Point ist eine Landspitze an der Nordküste Südgeorgiens. In der Cumberland West Bay liegt sie am Kopfende des Jason Harbour.
Wissenschaftler der britischen Discovery Investigations kartierten und benannten sie 1929. Der weitere Benennungshintergrund ist nicht überliefert.